# نیا کانزر
نیا کانزر بازیکن بازنشستهٔ زن فوتبال آلمان است.

## ابتدای زندگی
نیا کانزر در شهر موچودی و در کشور بوتسوانا با نام کامل وی نیا تی شالفلو کانزر (نام کوچک او به زبان سواحلی به معنای هدف یا قصد است) در زمانی پدر و مادر وی در یک سفر دوساله همراه به یک سازمان کمک‌های توسعه بودند به دنیا آمد. او در دهکده بچه‌ها (به آلمانیAlbert-Schweitzer-Kinderdorf:) در وتسلار گاربنهایم آلمان و در کنار برادر و هفت فرزندخوانده بزرگ شد. پس از اتمام دوره تحصیلی دوازده ساله (به آلمانیAbitur:) به مدت یک سال مشغول به آموزش عملی در یک کودکستان برای کودکان معلول بود. در سال ۲۰۰۸ او مدرک خود را در رشتهٔ آموزش (به آلمانی:(German title Diplompädagogin) از دانشگاه گیسن دریافت کرد.

## پیشه
او سابقهٔ فعالیت در رشتهٔ پرش ارتفاع را دارد. او پس از بازی برای تیم‌های فوتبال اینتراخت وتسلار و وی اف بی گیسن به تیم اف. اف. سی فرانکفورت پیوست. او به در پست مدافع و هافبک بازی می‌کرد. کانزر در ژوئیه ۲۰۰۸ و پس از یک مصدومیت از فوتبال حرفه‌ای خداحافظی کرد.

## پیشهٔ بین‌المللی
گل طلایی او در بازی فینال جام جهانی ۲۰۰۳ مقابل سوئد آلمان را به قهرمانی رساند و این گل به عنوان اولین گل سال زنان در تاریخ فوتبال آلمان شد. او پس از بازگشتش از جام جهانی همراه با تیم آلمان در جشن استقبال از تیم آلمان همراه با این تیم بر روی بالکن فرانکفورت رومر حاضر شد.

## پیشهٔ رسانهٔ تلویزیون
نیا کانزر همچنین به عنوان گزارشگر ورزشی تلویزیون نیز فعالیت می‌کند. او یکی از صاحب نظران اصلی شبکهٔ داس ارسته به دلیل پوشش جامع بازی‌ها از جمله بازی‌های ملی و مسابقات زنان مانند جام جهانی، یورو و جام آلگاروه است.